# Pro Marcello
La Pro Marcello è una orazione di Marco Tullio Cicerone pronunciata in senato nel settembre del 46 a.C.
Si tratta della prima delle tre cosiddette orazioni ‘cesariane’ (successivamente saranno composte la Pro Ligario e la Pro rege Deiotaro) enunciate per ringraziare Cesare, fautore del richiamo in patria di alcuni suoi avversari politici. Nello specifico, Cicerone esprime la sua gratitudine al dittatore per aver permesso al pompeiano Marco Claudio Marcello di tornare a Roma.

## Contesto storico
Nel 46 a.C., quando la guerra civile è quasi al termine, Cesare sconfigge i pompeiani a Tapso (Battaglia di Tapso), in Africa, e nel corso dello stesso anno torna vittorioso a Roma. In questo contesto, il dittatore intraprende il progetto di restaurazione dell'assetto politico e sociale, così come aveva preannunciato nel Bellum Civile. Per riuscire nell'intento, in primo luogo Cesare fa della sua clementia un'arma e, in questa direzione, accorda il perdono e sancisce il ritorno a Roma di molti suoi oppositori, tra i quali proprio Marco Claudio Marcello, esiliatosi volontariamente a Mitilene dopo la sconfitta di Pompeo a Farsalo nel 48 a.C.(Battaglia di Farsalo).
Cicerone, dopo sei anni di silenzio (l'ultima orazione, la Pro Milone, risaliva al 52 a.C.), riprende la parola in senato per riflettere su quanto accaduto.

## L'orazione
La Pro Marcello è il discorso di ringraziamento rivolto da Cicerone a Cesare per aver concesso a Marcello, amico dell'oratore, di tornare dall'esilio. Tuttavia, sin dalle prime battute traspare piuttosto la volontà di Cicerone di delineare un ritratto positivo del neo-dittatore, mentre è quasi totalmente trascurata la figura del beneficiario della sua azione.
L'autore esordisce rievocando la mitezza, la clemenza, la moderazione e la saggezza del suo eminente destinatario che, in virtù di queste peculiarità, è più volte assimilato a una divinità. L'oratore individua, infatti, in Cesare tutte quelle doti filantropiche e politiche indispensabili per la restaurazione della res publica, obiettivo politico costante di Cicerone. Emerge principalmente la magnanimità che Cesare sta dimostrando nei riguardi degli sconfitti, ai quali è stata restituita la possibilità di esprimere le proprie opinioni in senato, tornando così a esser cittadini romani a tutti gli effetti.
Marco Claudio Marcello non è l'unico a essere stato favorito da tale provvedimento: anche Cicerone, ex-pompeiano, ora può nuovamente ritagliarsi nel nuovo panorama politico un suo spazio, seppure esiguo rispetto a quello che gli era stato destinato in passato. Ed ecco che l'Arpinate inizia ad avvalersi di questa opportunità già nella Pro Marcello: sotto la lode del dittatore, infatti, si cela il suo progetto di formare un uomo politico attento agli interessi dello Stato, anziché un valido condottiero militare. Per Cicerone è Cesare l'individuo di cui Roma ha bisogno in questo momento di turbolenza: egli ha conquistato la gloria riuscendo a vincere se stesso, nel momento in cui ha messo da parte l'ira, la rabbia e l'euforia del vincitore per perdonare i pompeiani sconfitti e, tra costoro, lo stesso oratore. Il neo-dittatore ha inoltre dato prova di preferire la pace, mostrandosi benevolo proprio verso coloro che a lungo si erano battuti per questa causa, tra i quali, ancora una volta, Cicerone si riconosce. 
Non basta, però, elogiare Cesare per i suoi meriti. L'oratore nella Pro Marcello si schiera anche a difesa della sua autorità, a fronte dei sospetti che il dittatore nutre nei confronti di quanti potrebbero ostacolare il suo cammino, perché inconsapevoli della sua opera restauratrice.  Colpisce poi particolarmente l'esortazione che Cicerone muove a Cesare a considerare tutta la sua vita in funzione di Roma: i suoi interessi devono coincidere con quelli di tutti i cittadini; perciò il destinatario dell'orazione potrà dire di aver vissuto abbastanza solo quando avrà portato a termine i provvedimenti che l'oratore gli suggerisce di compiere al fine di dare un nuovo assetto allo Stato. I suoi obiettivi dovranno essere la riorganizzazione della giustizia, il ristabilimento del credito, la repressione del malcostume, l'incremento demografico e l'emanazione di leggi atte a frenare il disordine generale. Sebbene la guerra civile abbia distrutto la società e le istituzioni di Roma, una possibilità di riscatto le è stata offerta da Cesare, che ha il dovere morale di guidarla verso la salvezza.
Ecco, allora, il doveroso ringraziamento di un attento osservatore politico come Cicerone al fautore dell'inizio di questa nuova era per la res publica romana; ecco l'augurio affinché egli agisca per il bene comune; ecco la necessità che questa orazione sia anche di esortazione a Cesare a continuare lungo la via intrapresa.

## Personaggi

### Cicerone
Inizialmente simpatizzante per la fazione pompeiana, a partire dal 56 a.C. Cicerone aveva deciso di allontanarsi dalla vita politica dell'urbe, amareggiato dalla constatazione che i due contendenti avrebbero combattuto soltanto per interesse personale. Più volte però, durante questi anni, l'Arpinate si era illuso che la mitezza del vincitore avrebbe potuto ripristinare la res publica. Come dimostrano le lettere scritte tra l'aprile del 46 e il gennaio del 45 a.C., si nota in Cicerone un mutato atteggiamento nei confronti di Cesare: inizialmente inibito verso qualsiasi azione politica; in seguito, sorretto forse dalla speranza di recuperare la dignitas di cittadino romano accanto al vincitore, egli aveva ripreso la parola in senato dopo un lungo periodo di silenzio (frattanto si era dedicato alla stesura di opere filosofiche) e lo aveva fatto proprio con la Pro Marcello. Insistendo sui concetti del consensus ominum bonorum e della personale azione mediatrice, sebbene avesse riconosciuto con amarezza la mancanza di una valida alternativa da sostenere, Cicerone si era affidato - e fidato - all'uomo del momento. Il porto da raggiungere restava la salus rei publicae, tuttavia il ‘comandante’ aveva cambiato la rotta: alla malinconia si era sostituita la speranza di fare di Cesare il suo strumento.

### Cesare
Dopo aver riportato la vittoria su Pompeo, Cesare, facendo della lenitas, della misericordia e della liberitas i suoi strumenti, aveva accolto nel suo schieramento la fazione nemica al fine di annullare qualsiasi forza di opposizione. Il dittatore, infatti, sospettava che la strenua opposizione dei pompeiani avrebbe potuto ledere l'immagine democratica del suo governo. Perseguendo questo obiettivo, egli aveva richiamato a Roma coloro che volontariamente avevano deciso di non tornare dopo la sconfitta subita a Farsàlo. A esser graziato fu anche Marco Claudio Marcello, politico di massimo rilievo. La seduta senatoriale stessa, in cui si decretò la sua assoluzione, continua ad apparire a molti una vera «scena teatrale» in cui Cesare stesso incarna il ruolo di attore protagonista, nonché regista. Il suo scopo, infatti, non fu il restauro delle istituzioni repubblicane, bensì la propaganda del suo operato. La scelta della magnanimità avrebbe incentivato la concentrazione e il mantenimento del potere nelle proprie mani, attraverso il contenimento di un avversario politico della portata di Marcello e l'approvazione di Cicerone, massimo oratore romano.

### Marcello
Oltre a essere un intellettuale, un giurista e uno studioso di filosofia, Marco Claudio Marcello era un aristocratico romano che si era opposto a Cesare in diverse occasioni, anche durante il 51 a.C., anno del consolato. Figura fondamentale sin dalle prime fasi del percorso di Marcello era stata quella di Cicerone: i due, infatti, erano legati dai vincoli di una profonda amicizia nata dalla condivisione degli interessi culturali e politici. Entrambi parteggiavano per Pompeo, sebbene la loro scelta non fosse stata dettata dalla piena fiducia riposta nel condottiero, quanto piuttosto da una coerente opposizione alla fazione cesariana. Tuttavia, dopo la sconfitta di Farsalo, i destini dei due si erano divisi: Marcello aveva deciso di ritirarsi in esilio volontario a Mitilene, mostrando così il suo dissenso (di impronta catoniana) nei confronti del dispotico vincitore; l'Arpinate, intravedendo una possibilità di riscatto personale e di salvezza dell'intero popolo romano, era invece andato incontro al vincitore a Brindisi. Confermando la sua linea politica, Marcello non aveva accettato i costanti e insistenti inviti epistolari del suo amico Cicerone a chiedere la grazia a Cesare: contavano poco ai suoi occhi la disponibilità del vincitore, la constatazione che anche in esilio sarebbe stato minacciato dai cesariani, le lusinghe del reintegro in senato. Le sorti di Marcello vennero discusse a metà settembre del 46 a.C. durante una seduta senatoriale. Cesare, supplicato da Gaio Marcello (cugino di Marco) che si era gettato ai suoi piedi, accordò inaspettatamente il perdono all'avversario. Unanime fu l'approvazione del gesto da parte di tutti i senatori - in primis Cicerone - commossi dalla magnanimità del dittatore. Nonostante il buon esito della seduta, Marco Marcello ringraziò freddamente Cicerone e soltanto a maggio dell'anno successivo intraprese il viaggio di ritorno; tuttavia, non riuscì mai a raggiungere Roma: fu assassinato ad Atene dal suo compagno Magio Cilone. L'omicidio destò subito sospetti su Cesare, consideratone il mandante, sebbene Cicerone ne escludesse qualsiasi coinvolgimento e accreditasse l'ipotesi di una questione pecuniaria all'origine del delitto.

## Critica

### L'ambivalenza
L'intera orazione è velata da sottili ambivalenze che richiedono particolare attenzione nell'analizzare il titolo, i rapporti tra i personaggi, il genere letterario di appartenenza, i destinatari, il linguaggio adottato e il messaggio ivi contenuto. L'ambiguità si manifesta già nel titolo: sebbene esso possa far intuire che l'orazione sia stata scritta e pronunciata dall'Arpinate in difesa di Marco Claudio Marcello (Pro Marcello), in realtà essa è un discorso di ringraziamento il cui destinatario è il neo-dittatore Cesare, fautore del reintegro del suo avversario a Roma. Soltanto sporadicamente, infatti, essa contiene riferimenti diretti alla vicenda dello strenuo pompeiano Marcello e alla sua amicizia con Cicerone. A catturare l'attenzione è soprattutto l'atmosfera da ‘monologo’ che l'oratore recita per il suo illustre ascoltatore. Da un'attenta lettura dell'epistolario (lettura funzionale alla corretta fruizione dell'orazione) emerge anche una ambiguità che coinvolge il giudizio di Cicerone su Cesare. Egli manifesta ostilità nei confronti del nemico, prima, e tiranno, poi; tuttavia l'Arpinate ammira in Cesare il suo essere un condottiero forte, ambizioso e valoroso, nonché prezioso uomo di lettere. Il primo riconosce al secondo quelle doti che vorrebbe possedere, nonostante cerchi sempre di convertirlo alle sue idee. L'ambivalenza si ravvisa maggiormente quando si tenta di definire il genere letterario di appartenenza della Pro Marcello. Gli studiosi si dividono sul considerarla una laus o una vituperatio.
Innanzitutto, si deve ribadire che l'orazione venne pronunciata e scritta da Cicerone in segno di gratitudine a Cesare: si tratterebbe, dunque, di una gratiarum actio e la celebrazione costante del dittatore, così come la terminologia utilizzata, corroborerebbero tale tesi. Forse, però, più vicino agli intenti dell'autore si colloca l'ipotesi secondo cui nell'orazione si debba riconoscere il tentativo dell'Arpinate di dirigere l'azione politica e filantropica del destinatario (suasoria), perseguendo il progetto della restaurazione della repubblica. Contribuisce ad avvalorare questa tesi l'accostamento dell'orazione ai panegirici di età imperiale, tra i quali si ricorda quello scritto da Plinio a Traiano (Panegirico di Traiano), di cui la Pro Marcello costituisce il modello dichiarato. Tuttavia è necessario chiarire che, nonostante questi presupposti, non si tratta di un discorso adulatorio: se si considerasse l'orazione in quest'ottica, non si potrebbe giustificare un così lungo silenzio di Cicerone; inoltre, all'autore era stata proposta più volte un'alleanza con Cesare, ma mai egli aveva accettato, essendo i suoi ideali speculari – e dunque opposti- rispetto a quelli del dittatore.
Si potrebbe allora supporre che la Pro Marcello sia una oratio figurata: dietro la lode si celerebbe un attacco al potere personale di Cesare, colpevole della distruzione dello Stato. Ecco, allora, sopraggiungere all'elogio la vituperatio, la feroce critica mossa con l'ausilio di una ironia amara. Cicerone si servirebbe, dunque, di questo discorso per esprimere la sua indignazione nei confronti del neo-dittatore. I destinatari sarebbero due: Cesare, a cui l'oratore si rivolge con quest'ultima possibilità di riscatto, e i nemici politici dell'autocrate, incoraggiati da queste parole ironiche a riconquistare il ruolo ai vertici dello Stato e provvedere alle riforme necessarie e mai attuate da Cesare.

### Lo stile
Lo stile adoperato dall'Arpinate rispecchia l'ambivalenza appena approfondita: in quest'ottica, le parole e la loro disposizione rivelano un senso nascosto e opposto a quello comune. Cicerone dimostra la sua abilità capovolgendo i temi in gioco e lo stesso lettore risulta impossibilitato nell'esprimere un giudizio certo al riguardo: la forma resta unica, ma il significato si sdoppia.

### Un giudizio conclusivo
Da quanto detto finora, emerge chiaramente l'ambivalenza in primis di Cicerone che pone il lettore stesso innanzi a molteplici bivi interpretativi. Tuttavia è bene ribadire che i vari “cambi di rotta” dell'oratore si inscrivono nel suo progetto di restaurazione della repubblica a Roma: ipsa republica nihil mihi est carius.